# Massimo Mattioli
Massimo Mattioli (25. rujna 1943. – 23. kolovoza 2019.) bio je talijanski umjetnik i crtač stripa.
Mattioli je debitirao 1965. u periodičnom stripu Il Vittorioso s Vermetto Sigh. Objavljen je i u malteškom časopisu Corto Maltese i Frigidaireu. Tri godine poslije preselio se u London, gdje je radio stripove za magazin Mayfair. Početkom sedamdesetih stvorio je Pasquina za novine Paese Sera. Godine 1973. započeo je suradnju u Il Giornalinu stvarajući lik Pinky, a 1977. u suradnji sa Stefanom Tamburinijem stvara underground časopis Cannibale. Godine 1978. Cannibale je objavio prvu avanturu Joea Galaxyja, a 1982. stvara seriju Squeak the Mouse, parodiju na Toma i Jerryja Mattioli je osvojio mnoge nagrade, uključujući francusku nagradu Phenix 1971., Yellow Kid 1975. i Romics d'Oro 2009. godine.

## Vanjske poveznice
- Službene stranice
- Članak na Lambiek Comiclopedia